# Віктор Емануїл II
Віктор Емануїл II (італ. Vittorio Emanuele II di Savoia-Carignano, народжений як Vittorio Emanuele Maria Alberto Eugenio Ferdinando Tommaso di Savoia-Carignano; 14 березня 1820, Турин — 9 січня 1878, Рим) — перший король об'єднаної Італії з 1861 року, представник Савойської династії.

## Біографія
Народився в родині майбутнього короля Сардинії та П'ємонту Карла Альберта та Марії-Терези Тосканської.
У 1842 році одружився зі своєю кузиною, австрійською ерцгерцогинею Марією Аделаїдою Габсбург (1822–1855).
1848 року його батько почав війну з Австрійською імперією, яка тоді володіла частиною Північної Італії, але був розгромлений у битві під Новарою (1849). Того ж року Карл Альберт зрікся престолу, а 22 березня його наступником став Віктор Емануїл II.
Завдяки завоюванням Віктора Емануїла та глави його уряду, Камілло Кавура, Сардинське королівство розрослося й поглинуло всі італійські королівства та князівства.
1861 — Віктор Емануїл зайняв трон об'єднаної Італії.
1869 року уклав морганатичний шлюб зі своєю коханкою Розою Верчелланою (1833—1885), яка від 1858 р. мала титул графині Мірафйорі та Фонтанафредда.
1870 — зайняв Рим і Папську державу (з 1871 року Рим став столицею Італії замість Турину).
Був визнаний нащадками одним із чотирьох «батьків Вітчизни».
Похований у римському Пантеоні.

## Родина
Дружина — Марія Аделаїда Габсбург (1822–1855).
Діти:
- Клотільда (1843—1911)
- Умберто I (1844—1900) — король Італії
- Амадей I (1845—1890) — король Іспанії
- Оддон Євгеній (1846—1866) — принц Монферратський
- Марія Пія (1847—1911)
- Карл Альберт (1851—1854) — принц Шаблеський (Chablais)
- Віктор Емануїл (1852)
- Віктор Емануїл (1855) — граф Генуезький

2 Дружина (морганатичний шлюб) — Роза Верчеллана (1833—1885).
Діти:
- Вікторія Гер'єрі (1848—1905)
- Емануела Альберта Гер'єрі (1851—1894) — графиня Мірафйорі та Фонтанафредда

Бастарди:
Мав також 6 дітей від інших коханок.